# Vdovy
Vdovy (russisk: Вдовы) er en sovjetisk spillefilm fra 1976 af Sergej Mikaeljan.

## Medvirkende
- Galina Makarova som Sjura
- Galina Skorobogatova som Liza
- Gennadij Lozhkin
- Borislav Brondukov
- Nina Mamaeva